# نتريت الألكيل

الصيغة العامة لنتريتات الألكيل

في الكيمياء العضوية، نتريتات الألكيل هي مجموعة من المركبات العضوية تعتمد على التركيب الجزيئيR−O−N=O، حيث يمثل R مجموعة ألكيل. وهي تختلف عن مركبات النيترو (R−NO2).
كانت نتريتات الألكيل تستخدم في البداية، ولا تزال تستخدم إلى حد كبير، كأدوية وكواشف كيميائية، وهي ممارسة بدأت في أواخر القرن التاسع عشر. عند استخدامها كدواء، غالبًا ما يتم استنشاقها للتخفيف من الذبحة الصدرية وغيرها من أعراض المرض المرتبطة بالقلب.

## التحضير والخصائص
يحضر النتريت العضوي من الكحولات ونتريت الصوديوم في محلول حامض الكبريتيك. وتتحلل ببطء عند التوقف، وتكون منتجات التحلل عبارة عن أكاسيد النيتروجين والماء والكحول ومنتجات بلمرة الألدهيد. وتكون عرضة للانقسام المتجانس لتكوين جذور الألكيل، حيث تكون رابطة النتريت كربون-أكسجين ضعيفة جدًا (في حدود 40-50 سعرة حرارية ⋅ مول −1).